# Véronique Sels
Pour les articles homonymes, voir Sels.
Véronique Sels, née le 4 septembre 1958 à Bruxelles, est une écrivaine et publicitaire belge de langue française.

## Biographie
Dès son plus jeune âge, Véronique Sels se passionne pour la danse. Après une formation classique, elle découvre la technique moderne et la danse contemporaine. Diplômée de l’Institut Jaques-Dalcroze (Bruxelles), elle enseigne la danse créative et la danse contemporaine, en Belgique et à l’étranger, avant de travailler dans la publicité.
Rédactrice publicitaire, ses campagnes lui valent de nombreux prix dans les concours internationaux. Les plus remarquées portent sur la prévention du sida (Baby, baby ; Sugar Baby Love), la défense des droits de l’homme (Wake Up, Humans, ; Drapeaux,) et l’aide aux sans-abri (Asphaltisation, hébergement des femmes, 24 h dans la peau d’un SDF). En 2015, elle est consacrée 23e meilleure créative mondiale par le UK Business Insider.
Elle publie son premier roman, La tentation du pont en 2011 chez Genèse Éditions. Le roman, remarqué par Eva Bester sur France Inter, lui est directement inspiré par ses expériences auprès du Samu Social et sa collaboration avec monsieur Xavier Emmanuelli, son fondateur. Son deuxième roman, Bienvenue en Norlande,, sort en 2012. Il aborde sur le mode dystopique la surveillance électronique totale, mettant en abyme les conséquences d’un casier judiciaire à points calqué sur le permis à points des automobilistes. Son troisième roman, Voyage de noces avec ma mère, paraît chez Calmann-Lévy en 2015. Le road trip en Californie et en Arizona met en scène un trio infernal et mortellement incompatible. Une option est prise pour son adaptation au cinéma.
La ballerine aux gros seins, son quatrième roman, paraît chez Arthaud en janvier 2018. Le roman est écrit sous la forme d’un chant choral entre une danseuse et ses seins (qui prennent voix), un plaidoyer du corps intelligent, du corps pensant pour en finir avec une conception dualiste corps - esprit, une vision culpabilisatrice et marchande du corps féminin. Le roman est traduit en coréen et adapté au théâtre Sinchon à Séoul en 2021.
Lauréate 2019 de la bourse de création Sarane Alexandrian de la Société des Gens de Lettres, elle publie en 2022 Même pas mort ! chez Genèse édition, un roman librement inspiré de la vie de Stéphane Mandelbaum, peintre néo-expressionniste belge assassiné à l'âge de 25 ans auquel vient répondre Portrait de Stéphane Mandelbaum, roman-miroir, en 2024, biographie fictionnelle écrite à la première personne du singulier. Elle y évoque la vie trop brève et complexe de l'artiste, aux éditions CFC.

## Œuvres
- La Tentation du pont, Bruxelles, Paris, Éditions Genèse, 2011, 232 p.  (ISBN 978-2-930585-04-8)
- Bienvenue en Norlande, Bruxelles, Paris, Éditions Genèse, 2012, 184 p.  (ISBN 978-2-930585-14-7)[18]
- Voyage de noces avec ma mère, Paris, Éditions Calmann-Lévy, 2015, 208 p.  (ISBN 978-2-7021-5645-2)[19]
- La Ballerine aux gros seins, Paris, Éditions Arthaud, 2018, 256 p. (ISBN 978-2-08-141842-4)
- Même pas mort !, Paris, Éditions Genèse, 2022, 256 p.  (ISBN 978-2-38201-021-1)
- Portrait de Stéphane Mandelbaum, Bruxelles, Maison CFC, 2024, 144 pages.  (ISBN 978-287572-103-7)
- Le livre des possibles, Paris, Editions Genèse, 2025, 200 pages.  (ISBN 978-2-3820104-26)